# Браво, или В Венеции
«Бра́во» («В Вене́ции») (англ. The Bravo) — приключенческий роман американского писателя Джеймса Фенимора Купера, написанный в 1831 году. Это первая книга трилогии писателя о событиях в Европе. Здесь Купер рассказывает о судьбе шпиона сената Венеции по имени Якопо Фронтини.

## История написания
Роман был написан во время путешествия Купера по Европе. Он входит в трилогию его исторических романов о городах Европы («Гейденмауэр», «Палач», «Браво»). После своего недолгого пребывания в Венеции, спустя некоторое время он написал свой роман уже будучи во Франции. В какой-то степени он является отзывом на революцию во Франции. В 1832 году в газете New York Mirror появился отзыв на этот роман. Так как отзыв был отрицательным, Купер написал своё «Письмо соотечественникам» в котором сказал, что больше никогда не будет писать. Тем не менее, после некоторого перерыва он продолжил литературную деятельность.

## Сюжет
Действие романа разворачивается в Венеции XVII века. Главный герой, Якопо Фронтини, является шпионом Сената. Следуя указаниям Сената, Якопо играет роль наемного убийцы, таким образом, Сенат прикрывает свои кровавые расправы. Якопо вынужден соглашаться на все условия правительства Венеции, поскольку он желает уберечь своего отца, находящегося в тюрьме, от мести жестокого правительства. Поскольку роман имеет политический подтекст, в нём есть большое количество отступлений на темы монархической и республиканской системы правления. Девушка по имени Джельсомина, не подозревающая о жизни Якопо, помогает ему общаться с отцом, так как она имеет доступ к тюремным ключам. Поневоле молодые люди влюбляются, но, Якопо, ограждая Джельсомину от своих проблем, не показывает своей симпатии. После убийства гондольера Антонио, очередной расправы Сената, народ Венеции объявляет Якопо повинным в его смерти и требует расправы. Джельсомина обращается за помощью к Дожу, но он бессилен. Трагичным становится финал произведения, смертью Якопо Купер окончательно утверждается в изображении фальшивости венецианского правления.

## Отзывы
Газета New York Mirror отзывалась о романе отрицательно, в отличие от советского литературоведа Александра Абрамовича Аникста. В своем предисловии к роману, Аникст написал, что «„Браво“ в высшей степени занимательный роман, в котором есть и любовная интрига, и приключения, и тайны, и интересные картины быта и нравов Венеции в далекие от нас времена».